# Kanojo to Kanojo no Neko
Kanojo to Kanojo no Neko (яп. 彼女と彼女の猫, канодзьо-то канодзьо-но неко, укр. Вона та її кіт) — п'ятихвилинна OVA Макото Сінкая.

## Сюжет
Історія розповідає про стосунки кота і його господині з точки зору кота.

## Створення
Макото Сінкай створюючи свій перший фільм, повністю намалював його на своєму домашньому комп'ютері в «Фотошопі» і сам же озвучив роль кота Тебі. Малював він від руки із застосуванням тривимірної комп'ютерної графіки. Музику до фільму написав його друг Теммон. Майже у всьому аніме жіночі фрази замінюються написами, лише дві репліки озвучені голосом.
Спочатку фільм випускався на компакт-дисках, де також був записаний саундтрек, сьогодні він перенесений з компакт-дисків на диски формату DVD як бонус, як перша робота автора, до наступної роботи Сінкая — «Голосу зорі».